# Kassiphone
Kassiphone (altgriechisch Κασσιφόνη) ist eine Figur der griechischen Mythologie.
Die Überlieferung zu ihr setzt erst im Hellenismus ein: In Lykophrons Alexandra (3. oder frühes 2. Jahrhundert v. Chr.) wird Kassiphone als Tochter des Odysseus und der Kirke, mithin als Schwester des Auson und des Telegonos genannt. Im Rahmen einer Vorblende in der Alexandra wird das spätere Geschehen entwickelt: Odysseus wird Kassiphone mit ihrem älteren Halbbruder Telemachos verheiraten, der später die Zauberin Kirke töten wird; zur Vergeltung wird Kassiphone den Telemachos töten. Das Geschehen ist schon in der Bedeutung ihres Namens angelegt (altgriechisch κάσις „Bruder/Schwester“ und altgriechisch φόνος „Mord“, also „Brudermörderin“).
In seinem umfangreichen Kommentar zur Alexandra führte Carl von Holzinger den Mythos vermutungsweise auf eine verlorene Tragödie zurück.